# Nordbräu Ingolstadt
La Nordbräu Ingolstadt GmbH & Co. KG est une brasserie à Ingolstadt, dans le Land de Bavière.

## Histoire
Une brasserie se trouve au château d'Oberhaunstadt en 1569. À partir de 1693, les jésuites brassent de la bière brune sur le site actuel de la brasserie. En 1833, la famille Wittmann reprend la brasserie. En 1865, la brasserie d'Oberhaunstadt reprend la Ziegelbräu à Ingolstadt, puis en 1871 la Lindermeierbräu. Avec l'incorporation d'Oberhaunstadt à Ingolstadt en 1972, la brasserie d'Oberhaunstadt est rebaptisée Nordbräu. Avec plus de 120 employés, la brasserie d'Oberhaunstadt est le plus gros employeur du quartier.

## Production
| - Gutsbräu Hell - Nordbräu Iso-Weizen (sans alcool) - Nordbräu alkoholfreies Radler - Nordbräu alkoholfreies 93´ Weizen - Nordbräu Promillos (sans alcool) - Nordbräu Promillos extraherb (sans alcool) |  | - Nordbräu Dunkel - Nordbräu Anno Domini - Nordbräu Hell - Nordbräu Helles leicht - Nordbräu Privat Pilsener - Nordbräu Kellerbier Naturtrüb |  | - Nordbräu Eisbock - Nordbräu Weizenbock - Nordbräu 93´er (Weizen) - Nordbräu Edel-Weißes - Nordbräu Leichte-Weißes |  | - Nordbräu Schanzer-Weiße - Nordbräu Kellerbier-Radler - Nordbräu Radler - Nordbräu Russ - Nordbräu Cola-Weizen |

De plus, Nordbräu produit des boissons non alcoolisées sous la marque Jesuiten-Quelle depuis 1993.